# Pârâu Crucii (gmina Râciu)
Pârâu Crucii – wieś w Rumunii, w okręgu Marusza, w gminie Râciu. W 2011 roku liczyła 147 mieszkańców.